# Sulzbach (Brettach)
Der Sulzbach ist ein fast sechs Kilometer langer Bach im Landkreis Heilbronn im nördlichen Baden-Württemberg, der etwas vor Neuenstadt am Kocher von links und Süden in den Unterlauf des Kocher-Zuflusses Brettach mündet. Sein Oberlauf durchfließt das Kiefertal.

## Geographie

### Verlauf
Der Sulzbach beginnt seinen Lauf etwa 1,3 km nordöstlich des zur Gemeinde Eberstadt gehörenden Dorfes Hölzern auf etwa 272 m ü. NHN. Die Quelle im großen Bergwaldgebiet über den Weinberghängen Hölzerns liegt im nach dem Namen des oberen Tals benannten Gewann Kiefertal, nicht ganz 400 Meter westlich der Zwillingseichen. Seine ersten etwa 0,8 km läuft der Bach wenig geschlungen nordwärts und wendet sich dann nach Nordwesten. In der Folge wird er, grobmaßstäblich betrachtet, in einer einzigen langgezogenen S-Kurve bis zur Mündung nordwärts laufen.
Der Sulzbach fließt nun ein bis zwei Meter breit unter Erlen und Eschen, doch schon bald lockert sich der Wald des Talgrundes auf und setzt ganz aus, während die Hänge des inzwischen tief eingeschnittenen Tals, von denen ein paar Klingenbäche zulaufen, weiterhin waldbedeckt bleiben. Dem inzwischen in zahlreichen Schlängelbögen fließenden, um einen Meter breiten Lauf folgt zwischen nassen Wiesen in der Aue weiterhin eine lückenlose Galerie aus Uferbäumen. Der Bach läuft über kleine Schnellen, vor denen er ruhig fließt und dann in Gumpen fällt. Im Bachbett liegt dort meist sandiges oder kiesiges Sediment.
Auf dem linken Hang tritt in halber Höhe die A 81 aus dem Tunnel Hölzern, die dem Lauf nun in anfangs nur hundert Metern, später in bis zu einem halben Kilometer Abstand bis zur Mündung folgt. Nach einem letzten Waldriegel quer über die Aue weitet sich diese stark aus, nunmehr liegen darin meist Felder, während sich der linke Hang, von dem herab der Hauptsmannswiesenbach aus einem Seitentälchen zuläuft, unterhalb der Autobahntrasse öffnet und von Obstwiesen bedeckt ist. Gegenüber bedecken Weinberge bis hoch zur oberen Hangkante den südwestexponierten Abfall des Weinstocks, auf dem oben auf Höhenplateau von um 325 m ü. NHN noch Wald steht, während der inzwischen richtungsstabilere Sulzbach schon unter 195 m ü. NHN fließt.
Der begleitende Bergwald fällt bald danach beidseits zu viel niedrigeren, flurbedeckten Hügelrücken ab, die den Talgrund nurmehr um höchstens 50 Meter überragen. Nach Passieren zweier Aussiedlerhöfe durchzieht der Bach das Weinbaudorf Cleversulzbach, dessen Ortskern linksseits liegt, während sich neuere Siedlungen auch den rechten Hang hinauf erstrecken. Unterhalb von Cleversulzbach läuft aus einer weiten rechten Seitentalmulde der Hagenbach zu, über dessen Unterlauf der südexponierte Weinberghang am Hügel Föhrenberg steht; wie der linke Hauptsmannswiesenbach zuvor ist er rund anderthalb Kilometer lang und entwässert etwas über einen Quadratkilometer an Fläche.
Nach diesem letzten Zufluss beginnt der nun etwa einen Meter in seine Aue eingetiefte, erneut von einer Erlen- und Eschengalerie begleitete Bach wieder in kleinen Schlingen zu laufen, seine Breite schwankt dort zwischen einem und drei Metern. An manchen Stellen versucht sich der Biber an Aufstauungen. Am Übergang in die Flussaue liegen Grundwasserfassungen am Lauf. Auf etwa 168 m ü. NHN fließt der Sulzbach dann unmittelbar vor der Brettachtalbrücke der A 81 und rund einen Kilometer oberhalb dem Ortsrand der Stadt Neuenstadt am Kocher von links in die untere Brettach.
Der Sulzbach mündet nach einem 5,8 km langen Lauf mit mittlerem Sohlgefälle von rund 16 ‰ etwa 94 Höhenmeter unterhalb seiner Quelle im Kiefertal.

### Einzugsgebiet
Der Sulzbach hat ein 9,7 km² großes Einzugsgebiet, dessen südlicher Anteil in den bewaldeten Berghöhen, etwas über die Hälfte, naturräumlich gesehen im Unterraum Sulmer Bergebene der Löwensteiner Berge der Schwäbisch-Fränkische Waldbergen liegt, während das tieferliegende Gebiet im Norden zum Unterraum Kocherplatten und Krumme Ebene der Hohenloher und Haller Ebene gehört. Die größten Höhen, etwa 328 m ü. NHN an der westlichen Wasserscheide im Gewann Bei der Abgebrannten Eiche und etwa 326 m ü. NHN an der östlichen auf dem Weinstock, liegen auf den Hochebenen im Süden.
Der südliche Anteil ist überwiegend bewaldet, mit Ausnahme der Austrittsbucht des Sulzbachs, wo es einen südwestexponierten Weinberghang gibt und zahlreiche Obstwiesen an den unteren Hängen. Der offene Nordteil wird meist von Äckern eingenommen, ausgenommen einen Randstreifen am linksseitigen Bergfuß mit Obstwiesen sowie einem südexponierten Weinberghang unterhalb von Cleversulzbach im Seitental des Hagenbachs. Selbst auf dem flachen Talgrund erstrecken sich neben Wiesen oft Äcker.
Ein recht breiter Streifen des Einzugsgebietes um das Quellgebiet und an seinem Ostrand gehört zur Gemeinde Langenbrettach, fast das gesamte restliche zum Stadtgebiet von Neuenstadt am Kocher, überwiegend zur Stadtteilgemarkung von Cleversulzbach. Kleine Randschnipsel im Süden und Südwesten gehören zur Gemeinde Eberstadt. Der einzige größere Siedlungsplatz im Gebiet ist das Neuenstädter Dorf Cleversulzbach. Daneben liegen nur noch einige kleinere um Cleversulzbach verstreute Höfe im Einzugsgebiet.
Reihum liegen die Einzugsgebiete der folgenden Nachbargewässer:
- Im Nordosten gibt es aufwärts der Mündung nur kurze Gewässer zur Brettach;
- im Osten liegt das Quellgebiet des Tabachs, der noch weiter aufwärts in die Brettach einfließt;
- im Südosten entstehen die zwei Quellbäche des Schwabbachs, der die Brettach noch weiter flussaufwärts speist;
- im Südwesten fließt der Eberbach zur Sulm;
- im Südwesten läuft der Limbach etwa in Sulzbach-Richtung nun etwas abwärts des Sulzbachs in die Brettach.

### Zuflüsse und Seen
Liste der Zuflüsse und  Seen von der Quelle zur Mündung. Gewässerlänge, Seefläche, Einzugsgebiet und Höhe nach den entsprechenden Layern auf der Onlinekarte der LUBW. Andere Quellen für die Angaben sind vermerkt.
Ursprung des Sulzbachs auf etwa 262 m ü. NHN ca. 1,3 km nordöstlich von Eberstadt-Hölzern im Waldgewann Kiefertal. Der Bach fließt in wechselnd nordöstliche bis nordwestliche Richtung.
- (Waldbach aus dem Herrschaftswald), von links und Südwesten auf etwa 209 m ü. NHN am Beginn der offenen Talaue des Kiefertals, 0,6 km und ca. 0,2 km². Entsteht auf etwa 268 m ü. NHN.
- Passiert kurz nach dem vorigen einen Kleinteich auf etwa 207 m ü. NHN links in der Aue, deutlich unter 0,1 ha.
- (Waldbach aus dem Eberstall), von rechts und Ostnordosten auf etwa 200 m ü. NHN etwa gegenüber dem nördlichen Portal des Tunnels Hölzern der A 81, 0,5 km und unter 0,3 km². Entsteht auf etwa 383 m ü. NHN.
- (Bach aus der Diebsklinge), von rechts und Osten auf etwa 195 m ü. NHN unter den Buckelweinbergen vor Neuenstadt-Cleversulzbach, 0,9 km und ca. 0,5 km². Entsteht auf etwa 275 m ü. NHN.
- Hauptmannswiesenbach[LUBW 7], von links und Westsüdwesten auf etwa 194 m ü. NHN fast noch gegenüber dem vorigen, 1,4 km und ca. 1,1 km². Fließt auf etwa 265 m ü. NHN aus zwei sehr kurzen Klingenbächen unter der K 2007 Eberstadt–Cleversulzbach zusammen.
- Passiert einen Teich rechts nahe am Lauf auf etwa 192 m ü. NHN, etwas über 0,1 ha.
- Hagenbach, von rechts und Ostsüdosten auf etwa 177 m ü. NHN unterhalb von Cleversulzbach, 1,4 km und ca. 1,2 km². Entsteht auf etwa 201 m ü. NHN östlich von Cleversulzbach zwischen Hornberg und Reiterhöhe.
- Passiert den Eisweiher links am Lauf auf etwa 168 m ü. NHN am Übertritt des Sulzbachs in die Brettachaue, ca. 0,2 ha.[LUBW 8]

Mündung des Sulzbachs von links und auf Süden 168,2 m ü. NHN fünfzig Meter vor der Brettachtalbrücke der A 81 vor Neuenstadt am Kocher. Der Sulzbach ist 5,9 km lang und hat ein 9,7 km² großes Einzugsgebiet.

## Geologie
Die höchste mesozoische Schicht des Einzugsgebietes ist der Schilfsandstein (Stuttgart-Formation) auf den Hochebenen links und rechts des Oberlaufes, unter denen an den Hängen der Gipskeuper (Grabfeld-Formation) ausstreicht. Erst unterhalb von Cleversulzbach etwa ab dem Seitental des Hagenbachs tritt dann am Hangfuß der Lettenkeuper (Erfurt-Formation) auf, in dessen Schichthöhe der Bach auch mündet.
In die Seitentalbucht des Hauptmannswiesenbachs gibt es flächenhaft Rutschhänge und weiter abwärts auch rechtsseits im Haupttal, wo vom Weinstock nordwärts herab eine große Fläche auf der Halde bis nahe an den Ortsrand von Cleversulzbach von Rutschschollen überlagert ist. Vor allem linksseits des Talgrundes liegt oft Lösssediment oder lößführende Fließerde aus quartärer Ablagerung. Vor dem Hangfuß der Bergebene ab Cleversulzbach ist diese Lössdecke auf dem links das Tal begleitendem Hügelrücken fast geschlossen. Das Schwemmlandband auf dem Talgrund des Sulzbachs setzt schon bald nach der Quelle ein, es besteht ab der zulaufenden Diebsklinge bis hinunter zur Mündung aus Auenlehmen.

## Natur und Schutzgebiete
Wie ein Vergleich mit dem einschlägigen Messtischblatt aus der ersten Hälfte des 20. Jahrhunderts zeigt, wurde der zuvor auch dort noch naturnah fließende Sulzbach inzwischen auf dem fast 2,5 km langen Abschnitt zwischen den beiden Weinberghängen vor und nach Cleversulzbach begradigt.
In den beiden großen Nebentälern des Hauptmannswiesenbachs und des Hagenbachs gibt es jeweils ein unter Naturschutz stehendes Feuchtgebiet. Um den Oberlauf ist im Bereich der Austrittsbucht des Sulzbachs aus dem Bergwald das 65 ha große Landschaftsschutzgebiet Sulzbachtal-Berg eingerichtet. Der etwa ein Viertel so große Untertalgrund ab Wiedereinsetzen des naturnahen Laufs liegt im Landschaftsschutzgebiet Brettachtal. Das Wasserschutzgebiet Neuenstadt-Cleversulzbach (Erbelbrunnen) liegt am Mittellauf überwiegend linksseits um den Erbelbrunnen gegenüber dem oberen Weinberghang, ein weniger als 0,8 km² großer Anteil am Wasserschutzgebiet Neuenstadt (Limbach und Brettachtalquellen) umfasst den Mündungstrichter des Sulzbachtals.

### LUBW
Amtliche Online-Gewässerkarte mit passendem Ausschnitt und den hier benutzten Layern: und Einzugsgebiet des Sulzbachs

Allgemeiner Einstieg ohne Voreinstellungen und Layer: Daten- und Kartendienst der Landesanstalt für Umwelt Baden-Württemberg (LUBW) (Hinweise)
1. 1 2 3 4 5  Höhe nach dem Höhenlinienbild auf dem Hintergrundlayer Topographische Karte.
2. 1 2 3  Länge nach dem Layer Gewässernetz (AWGN).
3. 1 2  Einzugsgebiet nach dem Layer Basiseinzugsgebiet (AWGN).
4. ↑  Natur teilweise nach dem Layer Geschützte Biotope.
5. ↑  Seefläche nach dem Layer Stehende Gewässer.
6. ↑  Einzugsgebiet abgemessen auf dem Hintergrundlayer Topographische Karte.
7. ↑  Der hier Hauptmannswiesenbach geschriebene Zufluss ist auf dem Layer Gewässername als Hauptmanns-Wiesenbach verzeichnet. Da er nach dem Layer Liegenschaften und Gewässer zuletzt ein Gewann Hauptmannswiesen durchläuft, geht diese Schreibung offenbar auf einen Segmentierungsfehler zurück.
8. ↑  Seefläche abgemessen auf dem Hintergrundlayer Topographische Karte.
9. ↑  Höhe nach grauer Beschriftung auf dem Hintergrundlayer Topographische Karte.
10. ↑  Schutzgebiete nach den einschlägigen Layern.

### Andere Belege
1. ↑  Wolf-Dieter Sick: Geographische Landesaufnahme: Die naturräumlichen Einheiten auf Blatt 162 Rothenburg o. d. Tauber. Bundesanstalt für Landeskunde, Bad Godesberg 1962. → Online-Karte (PDF; 4,7 MB)
2. ↑  Geologie nach den Layern zu Geologische Karte 1:50.000 auf: Mapserver des Landesamtes für Geologie, Rohstoffe und Bergbau (LGRB) (Hinweise). Ein ähnliches Bild bietet die geologische Karte des Naturparks Schwäbisch-Fränkischer Wald 1:50.000, herausgegeben vom Landesamt für Geologie, Rohstoffe und Bergbau Baden-Württemberg, Freiburg i. Br. 2001.
3. ↑  Begradigung nach
  - 6722 Brettach von 1933